# Улица Городянка
У́лица Городя́нка (до 5 апреля 1965 года — Сове́тская у́лица, Центра́льная у́лица, Ю́жная у́лица (Бори́сово), до 1960 года — Сове́тская у́лица, Центра́льная у́лица, Ю́жная у́лица посёлка Борисово) — улица в Южном административном округе города Москвы на территории районов Зябликово и Орехово-Борисово Северное.

## История
Улица расположена на территории бывшего посёлка Борисово, где она представляла собой отдельные улицы, называвшиеся Сове́тская у́лица, Центра́льная у́лица и Ю́жная у́лица. В 1960 году посёлок Борисово вошёл в состав Москвы, улицы получили названия Сове́тская у́лица, Центра́льная у́лица и Ю́жная у́лица (Бори́сово), а 5 апреля 1965 года для устранения одноимённости улицы были объединены, и образованная улица получила современное название по протекающей поблизости реке Городянке (Городне).

## Расположение
Улица Городянка проходит от Борисовского проезда на север, поворачивает на северо-восток, проходит до Борисовского пруда, поворачивает на восток и проходит параллельно руслу реки Городни. Участок улицы, примыкающий к Борисовскому проезду, расположен на территории района Орехово-Борисово Северное, участок восточнее Борисовского пруда — на территории района Зябликово, по участку между ними проходит граница районов Зябликово и Орехово-Борисово Северное. По улице Городянка не числится домовладений.

## Транспорт

### Наземный транспорт
По улице Городянка не проходят маршруты наземного общественного городского транспорта. У южного конца проезда, на Борисовском проезде, расположена остановка «Улица Городянка» (прежнее название остановки "Борисовский проезд")  автобусов №№ м86, с819, 858 (с 20.11.2021 года), 275, 299, 711 — отменены с 20.11.2021 года.

### Метро
- Станция метро «Борисово» Люблинско-Дмитровской линии — северо-восточнее улицы, между улицей Борисовские Пруды и Братеевским проездом.
- Станция метро «Шипиловская» Люблинско-Дмитровской линии — юго-восточнее улицы, на пересечении улицы Мусы Джалиля и Шипиловской улицы.